# Antares
Coordenadas:  16h 29m 24s, −26° 25′ 55″
Antares (α Scorpii, Alpha Scorpii) é uma estrela supergigante vermelha na constelação de Scorpius. É a 16.ª estrela mais brilhante do céu noturno (embora às vezes seja considerada a 15.ª, se os dois componentes mais brilhantes da estrela Capella forem contados como uma estrela). Junto com Aldebaran, Spica, e Regulus, Antares é uma das quatro estrelas mais brilhantes próximas da eclíptica. Antares é uma estrela de variabilidade lenta, com uma magnitude aparente de +1,09.

## Características

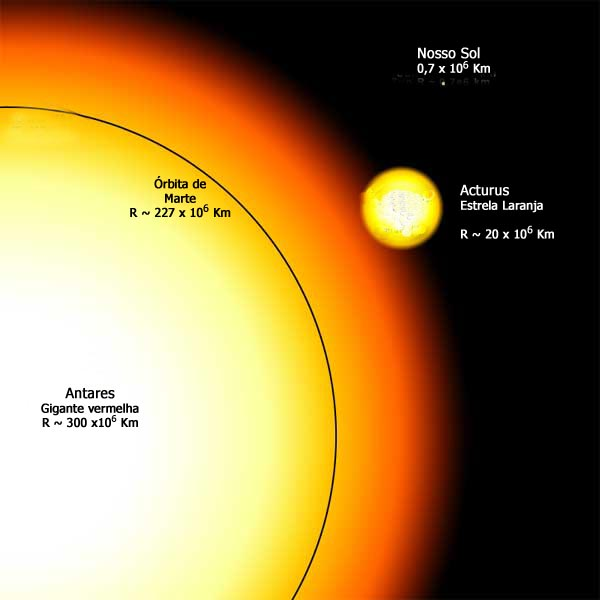
Comparação entre Antares e o Sol, que é mostrado como um pequeno ponto no canto superior direito da imagem. O círculo preto é do tamanho da órbita de Marte. A outra estrela é Arcturus.

Antares é uma estrela supergigante de classe M, com um raio de aproximadamente 883 vezes o raio do Sol; se fosse colocada no centro do Sistema Solar, a sua parte mais externa se encontraria entre a órbita de Marte e Júpiter. Antares está a aproximadamente 600 anos-luz (180 pc) da Terra. A sua luminosidade visual é de cerca de 10 000 vezes a do Sol, mas como a estrela irradia uma parte considerável de sua energia na parte infravermelha do espectro, a sua luminosidade bolométrica é de 65 000 vezes a solar. A massa de Antares é de 15 a 18 massas solares. Esse tamanho grande e relativamente pouca massa dão a Antares uma densidade muito pequena.
O tamanho de Antares pode ser calculado usando o seu paralaxe e diâmetro angular. O paralaxe de Antares é de 5,40 ± 1,68 mas, e seu diâmetro angular é conhecido a partir de ocultações lunares (41,3 ± 0,1 mas). Isso dá à estrela um raio de 822 ± 80 raios solares. 
Antares é uma estrela variável irregular lenta de tipo LC, cuja magnitude aparente varia lentamente de +0,88 a +1,16.
A melhor época do ano para ver Antares é em 31 de maio, quando a estrela está em oposição com o Sol. Nesse momento, a estrela é visível a noite inteira. Por duas a três semanas do final de novembro, Antares não é visível totalmente devido ao brilho do Sol. Esse período de invisibilidade é maior no hemisfério norte do que no hemisfério sul, uma vez que a declinação da estrela é ao sul do equador celeste.

### Componente B
Antares tem uma estrela companheira, Antares B, que tem classe espectral B2.5 e está a 2,9 segundos de arco, ou 550 UA, do componente principal. Com uma magnitude de 5,5, Antares B tem somente 0,37% da luminosidade de Antares A, porém é 170 vezes mais brilhante que o Sol. Normalmente é difícil ver Antares B com um telescópio pequeno devido ao brilho de Antares A, mas torna-se fácil ver as duas estrelas com um telescópio com abertura de pelo menos 150 mm. A companheira é frequentemente descrita como verde, mas isso provavelmente é um efeito de contraste. Antares B pode ser observado com um telescópio pequeno por poucos segundo durante ocultações lunares enquanto Antares A está escondida pela Lua. Isso foi descoberto por Johann Tobias Bürg durante uma ocultação em 13 de abril de 1819.
A órbita de Antares B é pouco conhecida, com um período orbital estimado em 878 anos.

### Posição na eclíptica
Antares é uma estrela de magnitude 1 que estão a menos de 5° da eclíptica e que podem ser ocultadas pela Lua e raramente por outros planetas. Em 31 de julho de 2009, Antares foi ocultado pela Lua. O evento foi visível em grande parte do sul da Ásia e no Oriente Médio. Todo ano por volta de 2 de dezembro o Sol passa a 5° de Antares.

## Mitologia e ficção
O nome Antares é derivado de Anti-Ares (Anti-Marte), pois Antares se assemelha, em sua cor avermelhada e brilho, a Marte, rivalizando com o planeta. É conhecida como uma das quatro estrelas guardiãs do céu dos Persas em 3000 a.C.